# III. Viktor Amadé szárd–piemonti király
Savoyai Viktor Amadé Mária (olaszul: Vittorio Amadeo Maria di Savoia, franciául: Victor-Amédé-Marie de Savoie), (Torino, 1726. június 26. – Moncalieri, Piemont, 1796. október 16.) a Savoyai-ház tagja, III. Viktor Amadé néven Savoya és Piemont hercege, 1773-tól 1796-ig szárd–piemonti király. Neve piemonti nyelvjárásban Vitòrio Medeo.

## Élete

### Származása, testvérei
Viktor Amadé Mária savoyai herceg 1726-ban született Torinóban, a Szárd–Piemonti Királyság fővárosában.
Édesapja a Savoyai-házból való III. Károly Emánuel savoyai herceg (1701–1773) volt, később e néven szárd–piemonti király, II. Viktor Amadé savoyai hercegnek és Anna Mária orléans-i hercegnőnek fia.
Édesanyja a herceg második felesége, Polixénia Krisztina hessen–rheinfels–rottenburgi tartománygrófnő (1706–1735) volt, Ernest Leopold von Hessen–Rheinfels–Rottenburg tartománygróf (Landgraf) és Eleonora von Löwenstein–Wertheim–Rochefort grófnő leánya. Hat gyermekük közül Viktor Amadé volt az elsőszülött:
- Viktor Amadé (1726–1796) savoyai herceg, trónörökös.
- Eleonóra Terézia hercegnő (1728–1781).
- Márie Lujza Gabriella hercegnő (1729–1767), apáca a chieri Szent András kolostorban.
- Mária Feliciána hercegnő (1730–1801).
- Emánuel Filibert (1731–1735), Aosta hercege, kisgyermekként meghalt.
- Károly (*/†1733), Chablais hercege, születésekor meghalt.

### A trónörökös herceg
Apja mellett harcolt az osztrák örökösödési háborúban, részt vett a Cuneo (piemonti nevén Coni) alatt vívott ütközetben és a bassignanói csatában (1745).

### Házassága, gyermekei
Viktor Amadé savoyai herceg 1750. május 31-én a piemonti Suza-völgyben fekvő Oulx (piemonti nyelvjárásban Ols) határvárosban feleségül vette a Bourbon-házból való Mária Antonietta spanyol infánsnőt (1729–1785), V. Fülöp spanyol király és Farnese Erzsébet pármai hercegnő, Izabella néven spanyol királyné (1692–1766) legkisebb leányát. 12 gyermekük született, kilencen érték meg a felnőttkort. Hárman közülük a francia királyi család tagjaival házasodtak össze:
1. Károly Emánuel herceg (1751–1819), a trónörökös, aki 1796-ban, apja halála után IV. Károly Emánuel néven Savoya uralkodó hercege és szárd–piemonti király lett. A Bourbon-házból való Mária Klotild francia királyi hercegnőt (1759–1802), XVI. Lajos, XVIII. Lajos és X. Károly francia királyok húgát vette feleségül, akinek halála után, 1802-ben lemondott trónjáról.
2. Mária Sarolta (Carlotta) Izabella hercegnő (1752–1755), kisgyermekként meghalt.
3. Mária Jozefina Lujza hercegnő (1753–1810), aki a későbbi XVIII. Lajos francia királyhoz ment feleségül.
4. Amadé Sándor (1754–1755), Montferrato hercege, kisgyermekkorban meghalt.
5. Mária Terézia hercegnő (1756–1805), aki a későbbi X. Károly francia királyhoz ment feleségül.
6. Mária Anna (1757–1824), Savoyai Benedek szárd királyi hercegnek, Chablais hercegének (1741–1808) felesége.
7. Viktor Emánuel (1759–1824), Aosta hercege, aki bátyja lemondása után, 1802–1821 között szárd–piemonti királyként uralkodott. Habsburg–Estei Mária Terézia Johanna főhercegnőt vette feleségül.
8. Mária Krisztina Jozefina (1760–1768), Szardínia hercegnője, gyermekkorban meghalt.
9. Móricz József Mária (1762–1799), Montferrato hercege.
10. Mária Karolina Antonietta hercegnő (1764–1782), aki I. Antal szász királyhoz ment feleségül.
11. Károly Félix (1765–1831), Genova hercege, aki Viktor Emánuel lemondása után 1821–1831 között szárd–piemonti királyként uralkodott. Mária Krisztina Amália nápoly–szicíliai királyi hercegnőt vette feleségül.
12. József Benedek (Giuseppe Benedetto, 1766–1802), Maurienne és Asti grófja.

### Uralkodásának békés évei

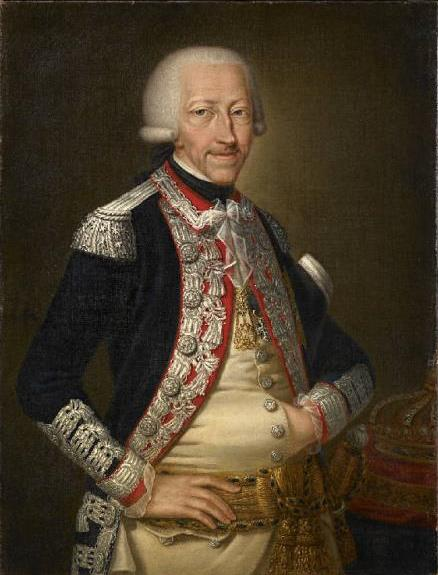
III. Viktor Amadé király (1773 körül)

1773-ban elhunyt apjának, Károly Emánuelnek örökébe lépett III. Viktor Amadé néven, mint szárd–piemonti király és Savoya uralkodó hercege. (Szardínia királyaként nevében továbbra is megtartotta Savoya hercegeinek számozását).
Uralkodásának első éveiben a tartományok közigazgatásának korszerűsítésén munkálkodott. 1773-ban a torinói „városszépítő tanácsot”, 1782-re elkészült a főváros köztereinek tartós közvilágítása. (Ez 1727 óta létezett, de csak a téli évszakban égették). Savoyában eltörölte az útvámokat (péages), gátakat építtetett a Rhône és az Arve folyókon. 1782-ben elkezdte kiépíttetni az Aix-les-Bains-i termálvizes forrásokat, a Tengeri-Alpokban megindította a Nizza és Cuneo közötti út építését, a Tenda-hágón (Colle di Tensd, Col de Tende) keresztül. Torinóban a Királyi Akadémián belül létrehozta a Tudományos Társaságot, megalapította a Festészeti és Szobrászati Akadémiát. A mezőgazdaság fejlesztésére is tudományos társaságot alapított.
A templomépítéseket is építésrendészeti eljárás alá vonta, szabályzatot dolgoztatott ki a temetők létesítéséről. Több apátságot elkobzott és állami irányítás alá vett. Jelentős korszerűsítési munkálatokat rendelt el a nizzai kikötőben. Utat építtetett a Földközi-tengeri partvidék mentén is (Route de la Côte). A szárd–piemonti haderőt a porosz hadsereg mintájára szervezte át.

### Harcban a francia forradalom és Napóleon ellen
Viktor Amadé király három gyermeke a francia királyi család három tagjának, XVI. Lajos három testvérének házastársa volt. Az 1789-ben kitört és gyorsan radikalizálódó francia forradalom tehát saját családtagjainak életét és hatalmát veszélyeztette. A legmélyebb ellenszenvvel tekintett a forradalmi rendszerre. Nem ismerte el az új Francia Köztársaságot, visszautasította a diplomáciai kapcsolatok felvételét. Országának határait megnyitotta a forradalom elől menekülő emigránsok előtt, és támogatta szervezkedéseiket. Az 1789-es francia Alkotmányozó Nemzetgyűlés világbékét hirdetett meg, a Szárd–Piemonti Királyság hivatalosan békében élt szomszédjával, de 1792. július 25-én III. Viktor Amadé katonai szövetségre lépett a francia forradalom ellen háborút viselő Habsburg Birodalommal. A francia kormány attól tartott, hogy Franciaországot váratlan osztrák támadás érheti délkelet felől, ezért preventív lépésre szánta magát.
Az 1792. szeptember 21-éről 22-re virradó éjszakán a francia Déli Hadsereg (Armée du Midi), Montesquiou tábornok parancsnoksága alatt bevonult Savoyába. A 15 000 főből álló francia hadsereggel együtt jött a Franciaországban szervezett kollaboráns Allobrog Légió (Légion des Allobroges). A jól képzett katonákból álló, de alkalmatlan parancsnokok által vezetett szárd–piemonti haderő komolyabb harc nélkül visszahúzódott az Alpok magasabb régióiba. A francia köztársasági rendszer berendezkedett Savoyában. A hercegség fővárosában, Chambéryben már a bevonulás napján megnyílt a helyi Jakobinus Klub. A Konvent néhány nappal később odaérkező küldöttei általános parlamenti választásokat szerveztek. Savoya egészen Napóleon végső bukásáig, 1814-ig francia fennhatóság alatt maradt.

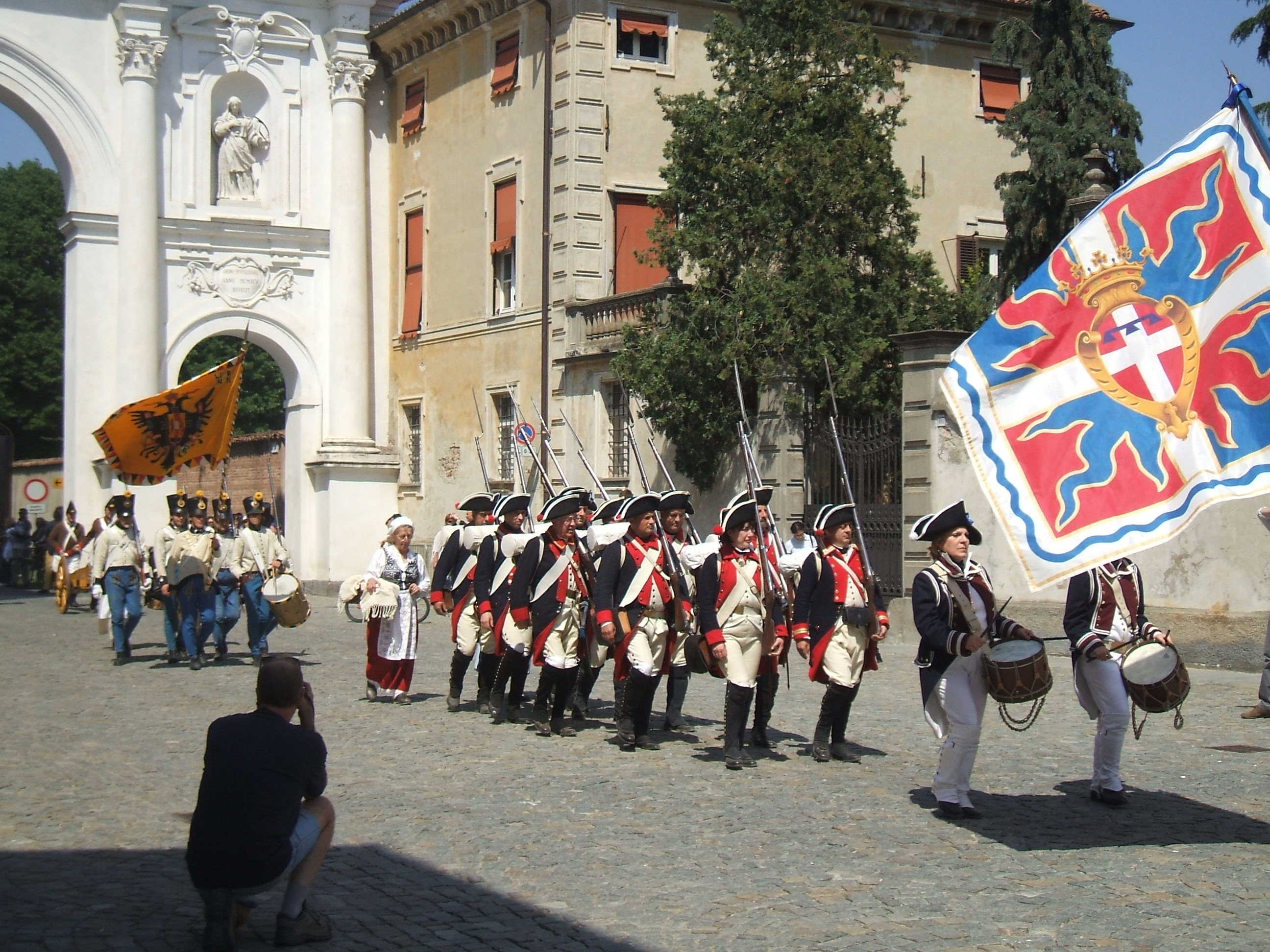
Kosztümös felvonulás a piemonti Cherascóban az 1796-os fegyvernyugvás emlékére

XVI. Lajos és Marie Antoinette 1793-as kivégzése után Viktor Amadé király aktív részt vállalt a forradalmi Franciaország elleni háborúban, megújította szövetségét Ausztriával, belépett az első koalícióba. Anglia komoly pénzösszeggel, évi 200 000 lírával támogatta a szövetséget.
1796 elején a Szárd–Piemonti Királyság területén az osztrák Észak-Itáliai Hadsereg vonult fel, Beaulieu táborszernagy (1725–1819) parancsnoksága alatt. A szárd–piemonti királyi hadsereg főparancsnoka az idős király második fia, Viktor Emánuel herceg volt. 1796 márciusában Napoléon Bonaparte tábornokot kinevezték a 36 000 főből álló Itáliai Hadsereg (Armée d’Italie) parancsnokává. Miután a franciák elfoglalták Nizzát, az osztrákok Genova közelében rájuk támadtak, de vereséget szenvedtek. Március és április folyamán a Piemontba és Liguriába benyomuló Bonaparte tábornok sorozatos győzelmeket aratott az osztrákok és a szárd–piemonti haderő fölött (többek közt Montenotténál, Degónál és Cevánál). E csaták összessége később millesimói csata néven került be a hadtörténetbe. Viktor Amadé kénytelen volt fegyverszünetet kérni.
Április 23-án a francia csapatai bevonultak Cherasco (piemonti nevén Cherasch) városába, itt kötötték meg Colli tábornokkal, a piemonti csapatok parancsnokával a fegyverszüneti egyezményt, amit április 28-án a király is aláírt. A feltételeket Bonaparte tábornok diktálta, a Direktórium nevében. Viktor Emánuel kénytelen volt átengedni Napóleonnak a Nizzai Grófságot és egész Savoyát, ezenkívül több piemonti várost, így Novarát, Alessandriát, Bregliót, Cevát, Tortonát és a cuneói erődöt. A francia hadsereg megszállta a Nyugati-Alpok hágóit (Tenda, Kis Szent Bernát, Mont Cenis). A francia haderő szabad átvonulási jogot kapott Piemont területén át Észak-Itália felé. Az 1796. május 15-én megkötött párizsi békeszerződés gyakorlatilag a cherascói fegyverszünet feltételeit véglegesítette.

### Halála
A 70 éves Viktor Amadé csak öt hónappal élte túl a háborús kudarcot. 1796. október 16-án a Torino melletti Moncalieri királyi kastályban szélütés érte, és meghalt. A torinói Superga bazilikában (Basilica di Superga) temették el. Trónját legidősebb fia, Károly Emánuel herceg örökölte, aki IV. Károly Emánuel néven Szardínia királya, és Savoya (címzetes) hercege lett.

## Külső hivatkozások
- http://www.thepeerage.com/p11154.htm#i111540 Családi, életrajzi adatok.
- http://cronologia.leonardo.it/storia/biografie/reitalia.htm Archiválva 2007. február 5-i dátummal a Wayback Machine-ben A Savoyai-ház tagjai (olaszul).
- http://www.sitos.regione.sardegna.it/nur_on_line/indexnur.htm Szardínia története (olaszul).
- http://htdiglog.cronologia.it/savoia/bio34.htm Savoyai III. Viktor Amadé életrajza (olaszul).